# Руис, Луис Карлос
Луис Ка́рлос Ру́ис (исп. Luis Carlos Ruiz Morales; 8 января 1986 года, Санта-Марта, департамент Магдалена) — колумбийский футболист, нападающий клуба «Атлетико Хуниор».

## Биография
Луис Руис начал заниматься в молодёжных командах родного департамента Магдалены, и его игра привлекла внимание селекционеров «Хуниора», после чего молодого Руиса отправили в фарм-клуб — ФК «Барранкилью». Здесь он начал профессиональную карьеру в 2007 году. В следующем году Руис перешёл в «Хуниор», где выступал на протяжении более чем шести лет. За это время он дважды становился чемпионом Колумбии — в 2010 (Апертура) и 2011 (Финалисасьон) годах. Наиболее успешным для Руиса стал 2013 год — нападающий разделил звание лучшего бомбардира чемпионата Колумбии (Финалисасьон) с Дайро Морено («Мильонариос») — оба игрока забили по 16 голов в турнире.
2014 год Руис начал в «Хуниоре», но до конца Апертуры не доиграл, отправившись выступать в Китай. За «Шанхай Шэньхуа» колумбиец сыграл девять матчей и забил один гол в чемпионате Китая. В середине года Руис вернулся на родину, присоединившись к «Атлетико Насьоналю». С «бело-зелёными» он в третий раз стал чемпионом Колумбии, выиграл Суперлигу Колумбии, в 2014 году помог своей команде дойти до финала Южноамериканского кубка, а в 2016 — до полуфинала Кубка Либертадорес (турнир продолжается).
10 апреля 2016 года Луис Карлос Руис в гостевой игре «Атлетико Насьоналя» с «Хуниором» на Метрополитано Роберто Мелендес отметился забитым голом с пенальти во ворота бывшей команды. На 78-й минуте Рейнальдо Руэда решил заменить нападающего на Виктора Ибарбо. После этого на трибунах возникли беспорядки и атаке подверглись члены семьи Руиса, сидевшие на нижних рядах. Полиции пришлось применить силу и под охраной вывести со стадиона родственников футболиста. Игра завершилась со счётом 3:3.

## Титулы
- Чемпион Колумбии (4): 2010 (Апертура), 2011 (Финалисасьон), 2015 (Финалисасьон), 2017 (Апертура)
- Победитель Cуперлиги Колумбии (1): 2016
- Финалист Южноамериканского кубка (1): 2014